# J.C. Drewsen
Johan Christian Drewsen (født 23. december 1777 på Strandmøllen, nord for København, død 25. august 1851 i København) var en dansk papirfabrikant, agronom og politiker Han var far til Christian og Michael Drewsen samt farbror til Hans Christian, Viggo og Harald Drewsen.

## Opvækst og uddannelse
Drewsens slægt stammede fra Hannover, hvor den fra 1693 havde drevet papirfabrikation. Hans far var papirmøller Chr. Drewsen (1745 – 1810) og moderen dennes 2. hustru, Anna født Wesseltoft (d. 1791). Uden at blive overbebyrdet med boglig viden voksede Drewsen op i det livlige hjem på Strandmøllen, hvor for eksempel  Rahbek og Adam Oehlenschläger kom, og hvorhen Malthe Conrad Bruun tyede, da han 1793 fandt det rådeligt at flygte til Hven. Drewsen lærte efter familiens tradition papirmageriet og blev zünftig papirmagersvend, men hans hu stod til at blive officer for at gå i fransk tjeneste. Den store revolution havde betaget ham med mægtige tanker om frihed og tapperhed. Men alt blev anderledes. Han så Johanne Ophelia Rosing (11. juni 1778 – 18. oktober 1824), datter af skuespiller Michael Rosing, og nu satte han hele sin livlige energi ind på at vinde og hjemføre hende. 10. november 1798, da han endnu ikke var fyldt 21 år gammel, stod deres bryllup, og nu var han forvandlet til en fredelig borger. Hans lyst til krigerstanden blev dog på en måde tilfredsstillet. Da englænderne 1801 angreb (Slaget på Reden) Danmark, indtrådte han som løjtnant i landeværnet, og da han 1807 lå med sin bataillon i København, deltog han som frivillig i Livjægernes udfald 31. august i Classens Have. 1808 afskedigedes han fra landeværnet; 1813 brugtes han til at indhente efterretninger fra Skåne om, hvad svenskerne havde i sinde.
Som ung landmand indførte Drewsen nye metoder i landbruget, og han udgav adskillige skrifter hos Landhusholdningsselskabet. Efter faderens død overtog han dennes fabrikker og virkede for reformer i industrien.
Han var medlem af Roskilde Stænderforsamling 1834-1848, og han sad i en tid i Københavns Amtsråd. Som politiker virkede han for bondestandens frigørelse, og han støttede danskhedens sag i Sønderjylland. I 1846 var han medstifter af Bondevennernes Selskab.

## Landøkonomisk forfatter
Da han 1798 holdt bryllup, fik han af sin far en bondegård i Smidstrup, omkring 1 mil nord for Strandmøllen, og her begyndte han sin for det danske landbrug så betydningsfulde virksomhed, som han senere fortsatte i Lundtofte. Ved studiet af navnlig tyske agerdyrkningsskrifter, ved forhandling med egnens bedste landmænd – fornemmelig præsten H.J.C. Høegh i Gentofte og dennes kollega B.F. Rønne i Kongens Lyngby samt Frédéric de Coninck på Frederikslund ved Dronninggård og hans bror Jean de Coninck – samt ved egen erfaring dannede han sig efterhånden selvstændige meninger og brød fuldstændig med al gammel slendrian. Han arbejdede personlig med i marken, og med urokkelig bestemthed bibragte han folkene, der i begyndelsen vare uvillige, den overbevisning, at hvad "herren" én gang havde sat sig i hovedet, det måtte ske. først og fremmest lagde han vægt på gode redskaber; i stedet for den klodsede hjulplov indførte han således svingploven, men han indførte også kartoffelavl i det store, roeavl, vekseldrift, staldfodring osv., alt betydningsfulde reformer, og hvad han således efterhånden kæmpede sig frem til, ville han ikke bevare for sig selv. Han blev landøkonomisk forfatter, og 1813 fik han det kgl. danske landhusholdningsselskabs sølvmedalje for et skrift om vekseldrift ligesom 1817 dets guldmedalje for en afhandling om kløveren. Og i dette selskab, som han 1812 indtrådte i, blev han hurtig en betydende person. 1814 blev han medlem af dets skriftkomité, 1815 af dets første agerdyrkningskomité, og fra 1819-30 var han en af dets tre præsidenter. Han var også stadig virksom. Han oversatte Albrecht Thaers Grundsætninger for Landøkonomien (I-IV, 1816-19), stiftede 1818 sammen med Jonas Collin Agerdyrkningsselskabet for Københavns Amt (der for øvrigt kun bestod til 1824), foretog 1819 en landøkonomisk rejse i Tyskland, var i årene 1820-30 virksom ved en række prøvepløjninger, lod i 1825 smede mønsterplove ved Strandmøllen og udgav sammen med Frédéric de Coninck og pastor Rønne Landøkonomiske Tidender (I-VII, 1815-17), som han fortsatte alene (VIII-IX, 1818-19; Nye landøkonomiske Tidender I-IV, 1819-25), kun en kort tid assisteret af Jonas Collin. 1834 udgav han endelig sit vigtige skrift Landøkonomiske Betragtninger (2. oplag 1842) og i 1841 og 1842 nogle småskrifter om silkeavl og morbærtræer.

## Anerkendelse og kammerråd
Den friskhed og frejdighed, der gennemstrømmer hele hans landøkonomiske virksomhed, måtte nødvendigvis gøre indtryk. I vide kredse blev han en anerkendt autoritet, men uden modstand trængte han ikke igennem. Forholdet til professor Christian Friis Rottbøll Olufsen, i hvis Økonomiske Annaler han i 1807 debuterede som forfatter, udviklede sig til en bitter polemik, og der foreligger også andre polemiske artikler af ham, for eksempel imod Hertugen af Augustenborg og landvæsenskommissær Carl Frederik Isak Dalgas. Hans ivrige begejstring for alt nyt i forbindelse med, at han på autodidakters vis kunne stå uvidende om væsentlige forudsætninger, undlod i det hele ikke at berede ham vanskeligheder, men hans store naturlige begavelse kom ham på den anden side næsten altid til hjælp. Drewsen trak sig aldrig ængstelig tilbage, men forsvarede livlig sine meninger, og at han anerkendtes, kan ses deraf, at han i 1835 blev optagen som medlem af Videnskabernes Selskabs fysiske klasse. Staten anerkendte ham ved 1817 at udnævne ham til – kammerråd, en titel, som han beholdt hele sit liv.

## Ny teknologi til papirproduktion
Som han optrådte i agerbruget, optrådte han også i industrien. 1810 døde hans far, og da han nu overtog Strandmøllen, blev han også her trods de trykkede tider en energisk reformator. Allerede 1790 havde dampmaskinen holdt sit indtog i Danmark, men det var dog først under Drewsen på Strandmøllen, at landet blev fortroligt med dampen. 1821 anskaffede han en dampmaskine, som 1829 kom til at drive en papirmaskine, den første i Norden, og 1835 havde Strandmøllen ikke mindre end tre dampmaskiner på henholdsvis 6, 20 og 40 hestes kraft og 2 papirmaskiner. Medens den i 1827 kun producerede 15000 ris papir (ris papir = 1/10 balle; 20 bøger – kilde ODS), var dens produktion i 1843 84000 ris. Drewsen forsvarede sejrrigt maskinpapiret over for en række angribere, der holdt på det tidligere, håndforarbejdede bøttepapir, og 1841 indforskrev han en fransk papirmager, for at alt kunne blive bedst muligt. Han holdt sig imidlertid langtfra udelukkende til papirfabrikationen. En i 1821 indtrådt forhøjelse af olietolden lod ham anlægge oliemøller, som toldens nedsættelse i 1831, under hans kraftige protest, dog igen bragte til at forsvinde, 1827 var han medanlægger af en fajancefabrik, Søholm, i nærheden af Bellevue på Strandvejen, en tid tænkte han på at anlægge et garnspinderi på Strandmøllen, og han arbejdede ivrig for det i 1841 stiftede "Dansk Silkeselskab". Med hånd og mund kæmpede han imod den overleverede sætning, at Danmark ikke var og ikke kunne blive et fabrikland, han stræbte fremad i stort og småt – 1824 fik han således den første hydrauliske presse her til landet –, men han fordrede industrien beskyttet gennem tolden. Han udtalte sig oftere bestemt imod frihandelsteorien. Den manglede erfaringens stempel, og han så ingen grund til, at Danmark i denne retning skulle tjene som prøveklud.

## Selskabet for Trykkefrihedens rette Brug
Dette kunne synes dikteret af personlige interesser, hvad han også fik at høre, thi han fordrede høj indførselstold på papir og et fuldstændigt forbud mod udførsel af klude, men Drewsens kraftige og energiske optræden var aldrig præget af egennytte, den havde vide horisonter. Hans mål var tidlig de brede lags udvikling, hvad han tydelig lagde for dagen. Fra 1816-36 skrev han økonomiske meddelelser i almanakkerne, 1835 var han medstifter af Selskabet for Trykkefrihedens rette Brug, fra 1836-38 deltog han i udgivelsen af Læsning for Almuen, og fra 1838-41 udgav han alene Til Underholdning for Menigmand, ligesom han oftere holdt foredrag i den 1838 stiftede Industriforening i København. Det var dog særlig bondestanden, han som landmand var kommen i nær og fortrolig forbindelse med, der ejede hans interesse. Han havde derfor med sympati fulgt blandt andet schweizeren Philipp Emanuel von Fellenbergs landøkonomiske opdragelsesanstalt i Hofwil, og hvor frit, næsten revolutionært han så på vore landboforhold, udtrykker han kraftig i sine ovenfor nævnte Landøkonomiske Betragtninger (1834). 
| Citat | Frivillig eller tvungen, tidligere eller sildigere ville de privilegerede Klasser blive nødte til at opgive formentlige og i en mørk Tidsalder erhvervede eller tillistede Rettigheder, der stride mod Tidens Ånd og Menneskets Værd. Bonden vil opleve den Tid, da ej blot hans Legeme er lige så frit som hver anden Borgers, men og hans Ejendom, hans Tid ene er underkastet egen Vilje. Herremanden vil blive nødt til at pløje sin egen Mark, og Adelsmandens og Borgerens Søn vil miste den lidet ærefulde Rettighed at lade Bondens Søn værne om sig i Fejdens Tid. | Citat |
|       | |       |

## Frisindet fører
Det er den vordende bondevenlige politikers fuldt færdige program, som her klart lægges frem, og det skulle hurtig få praktisk betydning. Da der i december 1834 foretoges valg til de af Frederik 6. indførte rådgivende Stænderforsamlinger, blev Drewsen i sin egn valgt til deputeret. Han gav som sådan møde i Roskilde stænderforsamling, og i de skarpe sammenstød, som det kom til her mellem de konservative og frihedsvenlige anskuelser, stod Drewsen på de sidstes side. Han blev en af Roskilde Stænders frisindede førere og øvede en afgørende indflydelse på de fleste deputerede af bondestanden. Han talte og virkede for petitioner angående formildelse af jagtlovgivningen, indskrænkning af de offentlige frirejser, afløsning af hoveriet, salg af offentlige stiftelsers, lens og stamhuses bøndergods, forbedring af landsbyskolelærernes kår, indførelse af almindelig værnepligt, jødernes valgbarhed, almindelig ret for alle aviser til postforsendelse, fuld offentlighed i stænderforsamlingernes forhandlinger osv. enhver frihedsbestræbelse var han på forhånd en ven af, kun ikke på det kirkelige område, som han synes at have stået fjernt. og at hans virksomhed fulgtes og anerkendtes, ses tydelig blandt andet deraf, at han ved omvalgene i 1841 genvalgtes til deputeret endog tre steder.
Under en ophedet debat i Roskilde Stænderforsamling 1844-45 om bøndernes og husmændenes vilkår, hvor kravene om ophævelse af fæstevæsen og hoveri, lige beskatning af priviligeret og upriviligeret hartkorn samt tiendens afløsning med pengeafgift var blevet fremsat, fremkom han med følgende udtalelse:
| Citat | Man påstår, at disse forslag går ud på at gøre et forskrækkeligt indgreb i ejendomsretten. Må jeg spørge: Er sæden på bondens mark da ikke bondens ejendom? Og lader godsejeren den ikke nedtræde og afsæde? Er ikke bondens flid og arbejdskraft hans ejendom? Og burde man ikke derfor lade hoveriet falde bort? Er klappernes kroppe ikke deres ejendom, og dog har godsejerne forbeholdt sig prioritet i deres rygge? Lad os derfor gribe i vor egen barm, inden vi fordømmer andre. En greve fra Lolland har sagt om disse bevægelser i bondestanden, at de ikke har så grumme meget at betyde, og at om nogen gjorde optøjer, havde man karle med stærke arme, der let kunne standse sådanne optøjer. Ja, dette erkender jeg, men hvem er disse karle med stærke arme? Dog vel bondens sønner? Og skulle man skikke bud efter militæret, er da ikke også alle soldater bondens sønner? Og sønnen vil næppe skyde på faderen. Disse optøjer kunne altså blive farligere, end man mener. Det forekommer mig, at just heri, just for at sådanne optøjer kunne afværges, ligger et motiv for herremanden til at stræbe efter, at få bondestandens fordringer opfyldte. En tilsyneladende, thi jeg kender ham ikke, sindig bonde, besvarede mig, da jeg over for ham ytrede, at der nok ikke i år var stort at vente i denne henseende, med de ord: "Ja, Hr. kammerråd, gøres der ikke noget for bondestanden, så frygter jeg for, at postelinet vil blive slået itu". Jeg ved ikke, om forsamlingen opfatter disse ord som jeg; men det forekommer mig, at når man først har slået "postelinet" itu, da vil man danse karmagnole omkring stumperne og synge ça ira til en dansk melodi, og dette er da vist en tilstand, som ingen af os nogensinde ønsker frembragt. | Citat |
|       | |       |

## Bondefrigørelse
Drewsen var for øvrigt ingen stor taler, men han var i besiddelse af et vist tørt humor, der i forbindelse med hans udtalelsers djærve, for ikke at sige skarpe, ja undertiden bitre præg ikke undlod at gøre virkning, og hans optræden i 1844, da han sammen med prokurator Balthasar Christensen havde indgivet et forslag, der gik ud på, at bondestanden "fuldstændig skulle emanciperes til virkelig frihed og lighed for person, ejendom og virksomhed med statens øvrige borgere", gjorde ham i vide kredse populær. Medens forslagsstillerne i forsamlingen blev genstand for en række skarpe personlige angreb, strømmede det ind med taknemmeligheds- og hengivenhedsadresser til Drewsen, der stod som en betydelig skikkelse, og det med grund. Foruden at være stænderdeputeret var han også medlem af Københavns Amtsråd og formand for den ved hans initiativ skabte ivrige "Landkommunalforening for Københavns Amt". Den ved anordningen af 13. august 1841 angående landkommunevæsenet skabte adgang til selvstyre blev i vid målestok benyttet af frihedspartiet, der den gang endnu stod samlet og enigt, hvorfor vi også se Drewsen lige så ivrig for det danske sprog i Slesvig som for bondeemancipationen. Han var en af de 18, der indbød til at give Peter Hiort Lorenzen, der 1842 i den slesvigske Stænderforsamling "vedblev at tale Dansk", en hædersgave, og det blev ham, der ved Skamlingsbank-Festen 18. maj 1843 overrakte Lorenzen det ved en Nationalsubskription anskaffede sølvdrikkehorn. Han var mellem de 22, der med H.N. Clausen i spidsen indbød til dannelsen af en fond for oprettelsen af danske undervisningsanstalter i Nordslesvig, og han var i 1844 medlem af den såkaldte Syvstjærne, der med J.F. Schouw som leder bl.a. fremkaldte en af 20960 underskrifter bedækket adresse til kongen om det danske sprog i Slesvig.

## Bondevennernes Selskab
Datidens politiske liv slog sig imidlertid ikke til ro ved pengeindsamlinger og indgivelsen af adresser. Det agiterede ved afholdelsen af fester og banketter med politiske udtalelser, og Drewsen mødte med "uopslidelig Ungdommelighed" som taler på den kgl. skydebane ved København, på Himmelbjerget, i Egebæksvang og mange andre steder. I juni 1845 var han således tilstede ved et møde på Ulkestrup Mark i Holbæk Amt, men her forkølede den 68årige mand sig, og et uheldigt fald forværrede hans tilstand. Han blev syg, og sygdommen varede til ind i 1848. Han blev forhindret i at give møde i stænderne, hvortil han 2. gang var bleven genvalgt 1847, men derfor var han ikke ledig. I december 1845 indbød han sammen med Balthasar Christensen til oprettelsen af Bondevennernes Selskab, der også stiftedes 1. juni 1846, og for hvilket kaptajn Anton Frederik Tscherning blev Formand. Den syge Drewsen blev kun medlem af selskabets bestyrelse, men hvor levende han påskønnedes, kan bl.a. ses deraf, at bønderne i Københavns Amt i december 1846 overrakte ham en gulddåse med hans navn i brillanter. betegnende er det også, at da en større deputation af bønder fra Østifterne 14. februar 1848 ønskede at overrække kongen forskellige adresser, men kun blev kølig modtagen ved hoffet, svarede den ved en demonstration til ære for Drewsen. Den begav sig til hans bolig, hvor den takkede ham for hans mangeårige virksomhed for bondestandens opkomst.

I 1848 støttede han, at der også skulle udpeges kongevalgte medlemmer til Den grundlovgivende Rigsforsamling. Dette bragte ham i konflikt med Bondevennerne, der hindrede, at han blev valgt i Holbæk Amts 2. Valgkreds (Tvede Kro kredsen). Drewsen blev alligevel medlem af Rigsforsamlingen. Han blev nemlig folkevalgt repræsentant for Frederiksborg Amts 2. Valgkreds (Esrumkredsen). Han blev forsonet med bondevennerne, og han var folketingsmedlem 1849-1850. I sine sidste år var Drewsen plaget af sygdom, og han kom derfor ikke at spille nogen større rolle i Rigsforsamlingen og Folketinget.

## Død og begravelse
Alder og svagelighed undlod dog ikke nu at gøre sig gældende. Han spillede kun en mindre rolle i Rigsforsamlingen, hvor han selvfølgelig stemte for Grundloven, men betegnende for den store agtelse, han vedblivende nød, er, at Bondevenneselskabet i oktober 1849 henvendte sig til ham om på ny at træde ind i dets bestyrelse, hvad han også gjorde, men kun for i marts 1851 endelig at udmelde sig, ligesom han allerede i juli 1850 havde nedlagt sit mandat som folketingsmand for Københavns Amts 2. Valgkreds (Lyngby). Han følte sig uskikket til videre Deltagelse i det offentlige Liv, og 25. august 1851 døde han da i København efter 11 dages sygeleje. – Hvad hans industrielle virksomhed angår, skal her endnu kun meddeles, at han allerede i 1840 havde optaget sine sønner Christian og Michael Drewsen som sine kompagnoner i Strandmøllen (Drewsen & Sønner), at han i 1844 selv var udtrådt af dette firma, og at han i 1848 havde tilskødet sønnerne Strandmøllen.
Fra København førtes hans lig til Strandmøllen, og 30. august 1851 samledes her et umådeligt følge; et storartet og højtideligt ligtog drog gennem Dyrehaven til Søllerød Kirkegård, hvor begravelsen fandt sted. – Efter at hans første hustru, som ovenfor nævnt, var død i 1824, havde han 16. april 1828 ægtet Emmy Richter (født 15. november 1800), datter af klædekræmmer Hans Richter; hun overlevede ham til 4. maj 1880.